# Xylosciara microdon
Xylosciara microdon är en tvåvingeart som först beskrevs av Frey 1948.  Xylosciara microdon ingår i släktet Xylosciara och familjen sorgmyggor.
Artens utbredningsområde är Finland. Arten är reproducerande i Sverige. Inga underarter finns listade i Catalogue of Life.